# Albert Herman
Albert Herman, nato Adam Herman Foelker (Troy, 22 febbraio 1887 – Los Angeles, 28 settembre 1958), è stato un regista, sceneggiatore e produttore cinematografico statunitense che nella sua carriera, iniziata negli anni dieci, diresse quasi duecento film, in molti dei quali fu accreditato con il nome Al Herman.
Nel 1950/1951, fu il regista di sei episodi della popolare serie tv Cisco Kid.

## Filmografia

### Regista
- The Golfer
- Say It with Flowers
- Love and War
- Try and Get It (1922)
- Atta Boy (1922)
- Hicksville's Romeo (1922)
- Cured (1922)
- The Cabby (1922)
- Little Red Riding Hood, co-regia di Alfred J. Goulding (1922)
- Just Dogs (1922)
- True Blue (1922)
- A Small Town Derby (1922)
- Me and My Mule (1922)
- The American Plan (1923)
- Hee! Haw! (1923)
- Farm Follies (1923)
- The Home Plate (1923)
- Game Hunters (1923)
- A Spooky Romance (1923)
- Vamped (1923)
- Oh! Nursie! (1923)
- Fare Enough (1923)
- Hold On (1923)
- Buddy at the Bat (1923)
- Back to Earth (1923)
- Bringing Up Buddy (1923)
- One Exciting Day (1923)
- A Regular Boy (1923)
- Don't Scream (1923)
- Fashion Follies (1923)
- Little Miss Hollywood (1923)
- Golfmania (1923)
- Down to the Ship to See (1923)
- She's a He (1923)
- A Corn-Fed Sleuth (1923)
- My Pal (1923)
- Buckin' the Line (1923)

- Scared Stiff (1924)

- The Whispering Shadow, co-regia con Colbert Clark (1933)

- The Drunkard (1935)

- The Broken Coin (1936)